# كارل فون بولوف
كارل فيلهلم باول فون بولوف (بالألمانية: Karl Wilhelm Paul von Bülow)‏ ـ (24 مارس 1846 ـ 31 أغسطس 1921) هو فيلد مارشال ألماني، قاد الجيش الثاني الألماني في الحرب العالمية الأولى عامي 1914 و1915.

## من الأوسمة التي حصل عليها
- وسام النسر الأسود (وهو أعلى أوسمة الفروسية في بروسيا): تقلده في 18 يناير 1900.[3]
- وسام الصليب الحديدي لسنة 1914 من الطبقة الأولى.
- النيشان المجيدي من الطبقة الثانية (الدولة العثمانية)